# Alex Zulli Gold Futsal
L'Associazione Sportiva Dilettantistica Alex Zulli Gold Futsal, nota semplicemente come AZ Gold, è stata una società femminile di calcio a 5 italiana con sede a Guardiagrele.

## Storia
Fondata nel 2010 da Alessandro Zulli come AZ Gold Women Calcio a 5, nella stagione 2012-13 la squadra ha vinto per la prima volta il campionato di Serie A. A causa dei gravi problemi di salute di Zulli, affetto da una grave forma di epidermolisi bollosa, nelle stagioni 2014-15 e 2015-16 la società non partecipa ad alcun campionato. Nel 2016 la società si iscrive al campionato regionale di Serie C come Alex Zulli Gold Futsal, conquistando immediatamente la promozione nella neonata Serie A2. Con un turno di anticipo, il 22 aprile 2018 l'AZ Gold conquista matematicamente la promozione in Serie A, facendo ritorno nella massima serie a quattro anni di distanza dall'ultima partecipazione. La vittoria della Serie A2 sarà l'ultimo trofeo vinto da Zulli, che scompare il 9 maggio successivo.

## Palmarès

### Competizioni nazionali
- Campionato italiano: 1
2012-13)

### Competizioni regionali
- Campionato abruzzese di Serie C: 1 (2011-2012)
- Coppa Italia regionale: 1 (2011-2012)
- Coppa Italia nazionale di Serie C: 1 (2011-2012)